# Geophis pyburni
Geophis pyburni (земляна змія Пайберна) — вид змій родини полозових (Colubridae). Ендемік Мексики. Вид названий на честь американського герпетолога Вільяма Френка Пайберна.

## Поширення і екологія
Земляні змії Пайберна відомі з типової місцевості, розташованої на ранчо Ла-Пастілья в горах Сьєрра-де-Коалкоман на півночі штату Мічоакан, на висоті 2164 м над рівнем моря. Вони живуть в гірських сосново-дубових лісах.